# 林柏榮門入
第十二世林門入（1805年—1864年），日本圍棋棋手，為第十一世林元美的兒子，本名船橋柏悅，與太田雄藏、安井算知並稱為當時「碁界三美男」，少年時期成為成田山的侍童，原本有被提議成為演員的。之後學碁，1822年開始出賽御城碁，1828年改名柏榮，1849年元美退休而繼任為家督，為第十二世林門入，後世為區別多稱林柏榮門入。
之後升到上手，林家進入盛世，高徒如山來珍平、高鹽慶治、熱田藤吉等，1856年立高鹽慶治為跡目，改名有美，被認為是當代新秀中可與本因坊跡目秀策一決高下的人，可惜有美三十一歲英年早逝。於是將好友本因坊秀和十一歲的次子土屋平次郎收為養子，改名秀榮，成為跡目。
1864年門入去世，傳位給秀榮。此外，柏榮與第九世安井算知、太田雄藏並稱為當時「碁界三美男」。

## 外部連結
日本圍棋故事